# Courtney Kupets
Courtney Kupets född den 27 juli 1986 i Bedford, Texas, är en amerikansk gymnast.
Hon tog OS-silver i lagmångkampen och OS-brons i barr i samband med de olympiska gymnastiktävlingarna 2004 i Aten.